# Raport Skeffingtona
Raport Skeffingtona (dokł. Raport Komitetu ds. Udziału Publicznego w Planowaniu, ang. People and Planning. Report of the Committee on Public Participation in Planning) – brytyjski raport rządowy z obszaru planowania przestrzennego, urbanistyki i partnerstwa lokalnego opublikowany w 1969.
W powojennej Wielkiej Brytanii rządowym priorytetem było budowanie nowych domów i mieszkań, jednak w końcu lat 60. XX wieku pojawiła się refleksja na temat tego, czy lokalne społeczności nie powinny mieć większego wpływu na planowanie i projektowanie dzielnic w miastach i osadach.
Raport, przygotowany przez Arthura Skeffingtona (polityka Partii Pracy) i opublikowany w 1969 informował o możliwościach oddolnego udziału członków społeczności lokalnych w planowaniu przyszłych osiedli mieszkaniowych. Powstał w wyniku rosnącego zaniepokojenia odgórnym charakterem planowania i rozwoju przestrzennego w okresie powojennym oraz rosnącym zainteresowaniem ideą demokracji uczestniczącej.
Raport był w okresie powstania krytykowany przez niektóre osoby za dwuznaczne sformułowania i brak precyzji wnioskowania. Stwierdzał, że mieszkańcy powinni być kształceni w zakresie planowania przestrzennego, ale nie wyjaśniał jednocześnie, czym jest takie uczestnictwo lub dlaczego jest to istotne społecznie. Mimo to był pierwszą w Wielkiej Brytanii próbą systematycznego podejścia do udziału społeczności lokalnych w planowaniu urbanistycznym. Skeffington stwierdzał, że lokalne plany rozwoju powinny podlegać pełnej publicznej kontroli i debacie. Raport, mimo swych wad, zainspirował nowe pokolenie brytyjskich architektów, planistów i działaczy społecznych, a także przyniósł długofalowe skutki, w tym ustawodawcze. Był pierwszą na Wyspach Brytyjskich próbą ustanowienia systematycznego podejścia do zaangażowania społeczności lokalnych w planowanie. W jego wyniku coraz więcej urbanistów, projektantów i rewitalizatorów obszarów miejskich zaczęło dążyć do pracy ze społecznościami, a nie wbrew im, co szczególnie nasiliło się od początku lat 70. XX wieku. Raport miał pośredni wpływ nawet na wprowadzoną w 2011 ustawę o planowaniu lokalnym.